# César Mena
César Augusto Mena Mosquera (Bogotà, 15 ottobre 1988) è un ex calciatore colombiano, di ruolo difensore.

## Palmarès

### Club

#### Competizioni nazionali
- Campionato boliviano: 1

San José: Clausura 2018